# Lacinipolia tricornuta
Lacinipolia tricornuta är en fjärilsart som beskrevs av Mcdunnough 1937. Lacinipolia tricornuta ingår i släktet Lacinipolia och familjen nattflyn. Inga underarter finns listade i Catalogue of Life.